# Laura Tesoro
Laura Tesoro (Anvers, 19 d'agost de 1996) és una cantant flamenca coneguda al seu país pel seu paper en la sèrie de televisió Familie i per haver participat en la versió flamenca del programa The Voice. Internacionalment, però, se la coneix per haver representat Bèlgica al Festival de la Cançó d'Eurovisió 2016. Ha aconseguit posar en el mercat prop de 3 singles, un dels quals, criticat a Internet. La cançó amb la qual va participar en el festival ha estat objecte de controvèrsia perquè hauria estat copiada d'Another One Bites the Dust del grup Queen. Malgrat la controvèrsia, el cert és que la cançó ha estat composta per un dels membres de Depeche Mode, segons assegura la premsa valona.